# 立山町立釜ヶ渕小学校
立山町立釜ヶ渕小学校（たてやまちょうりつ かまがふちしょうがっこう）は富山県中新川郡立山町にある公立小学校。

## 概要
1896年(明治29年7月2日)に開校し120年以上の歴史を持つが少子化により統合が検討されている。
小学校名の「渕」の漢字は、「淵」の異字体で昭和22年に釜ヶ淵から釜ヶ渕に改称されている。

## 沿革
- 1872年（明治5年）- 末三賀開(竹島彥三郎宅)にて開校(生徒数数名)[2]
- 1882年（明治15年）- 米道村に新瀬戸分校を開く[2]
- 1889年（明治22年4月1日）- 町村制施行に伴い釜ヶ淵村発足 [3]
- 1892年（明治25年）- 簡易小學校を廃止し末三賀尋常小學校、米道尋常小學校となる。
- 1895年（明治28年6月7日）- 1尋常小學校に指定されるが1校論と2校論の争いが発生し創立が遅れる[2]
- 1896年（明治29年7月20日）- 釜ヶ淵尋常小學校創立
- 1947年（昭和22年）-　釜ヶ淵国民学校から釜ヶ渕小学校と改称
- 1996年（平成8年）- 「かまがふち：創立百周年記念誌」発行 [4]
- 2016年（平成28年）- 創校120周年 ドローンから「かまがふち」の人文字(生徒83名及び職員)を撮影
- 2021年（令和3年）-　プール老朽化のため常願寺ハイツ温室プールで水泳学習実施
- 2022年（令和4年）-　外国語指導助手(ALT)が釜ケ渕小学校に常駐[5]

## 通学区域
野村、末三賀、道源寺、中山、鋳物師沢、米道、寺坪、谷口、末谷口、岩峅寺の一部

## 進学先
- 立山町立雄山中学校

## 周辺
- 富山県道162号西大森寺坪線
- 富山地方鉄道立山線釜ヶ淵駅